# A Chave de Salomão

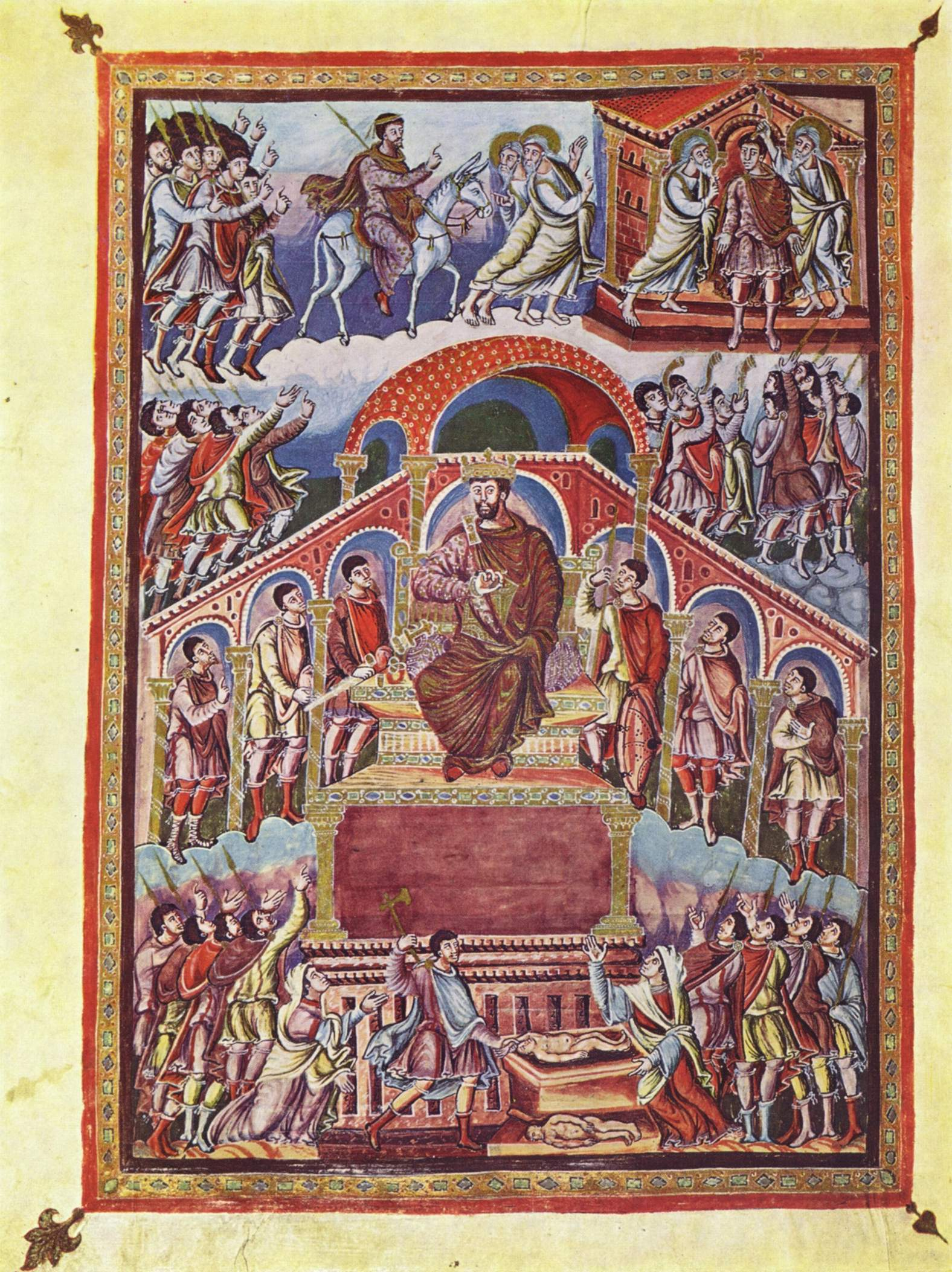
Corte do Rei Salomão, a quem é atribuída a autoria da Clavicula Salomonis (representação do artista Ingobertus).

A Chave de Salomão ou Clavícula de Salomão (do latim: Clavi ou Clavicula Salomonis,  em hebraico: מפתח שלמ; romaniz.: Mafteaḥ Shelomoh) é uma coleção de manuscritos com feitiços antigos hebraicos (ou grimório), com inspiração em ensinamentos cabalísticos e talmúdicos, atribuída supostamente ao Rei Salomão (pseudepigrafia), com provável origem em 1310. Esta clavícula é parte da obra "O Tratado Mágico de Salomão" ou a "Higromancia de Salomão", que descreve este rei como um feiticeiro, que originalmente recebeu poderes de Deus.
Este grimório contém uma coleção de 36 pantáculos (do grego pan: tudo, kleo: "honra"), que possibilitariam uma ligação entre o plano físico e os planos sutis.
Existem diversas versões e traduções dessa Chave, com pequenas ou grandes variações de conteúdo entre elas, sendo que a maioria dos manuscritos originais datam da época da Idade Média, dos séculos XVI e XVII, entretanto, há uma versão em grego datada do século XV.

## Salomão
O Antigo Testamento da Bíblia e o Alcorão descrevem Salomão como rei de Israel, profeta, sábio, autor de provérbios e canções, conhecedor dos segredos de plantas e animais, saber falar com certos animais, ter o controle sobre os ventos, mas não o citam como mágico. No primeiro século o historiador judeu Flávio Josefo, o apresenta como tendo escrito três mil livros de exorcismos e encantamentos contra doenças causadas por demônios. O primeiro livro de magia que realmente lhe foi atribuído é o Testamento de Salomão, escrito em grego provavelmente na Babilônia ou no Egito. Deus lhe ofereceu um anel, conhecido como o "Selo de Salomão", que permitiu comandar os gênios (Djinns), bem como os demônios (Shayatine) e, possivelmente foram essas criaturas que lhe ensinaram todas as ciências ocultas.

## Manuscritos
Existem 113 manuscritos com o título Clavicula Salomonis (ou um título derivado) datado entre os séculos XV e XVIII e, mais nove cujas datas são indeterminadas, no total de 122 manuscritos. Estes foram escritos em latim, italiano, francês, inglês, alemão, holandês e tcheco. Também existem manuscritos escritos em hebraico e, talvez um em árabe.
Os textos desses manuscritos divergem consideravelmente. Mathiesen os classificou em uma dúzia de tipos diferentes, cuja datação e comparação permitem reconstruir uma história. Não existe uma versão definitiva, mas os manuscritos contêm fórmulas de magia cerimonial para afastar os "anjos das trevas", bem como rituais e símbolos para provocar amor, punir inimigos, tornar-se invisíveis.